# إنيو موريكوني
إنيو موريكوني (بالإيطالية: Ennio Morricone)، ولد في 10 نوفمبر 1928. وتوفي 6 يوليو 2020) موسيقي إيطالي له العديد من الأعمال، خصوصا في مجال الموسيقى التصويرية. حيث ألف، ولحن أكثر من 500 فيلما، وإنتاجا تلفزيونيا، أكثر من أي موسيقي آخر. أشهر أعماله هي الألحان، والمقاطع الموسيقية التي تميزت بها أفلام المخرج الإيطالي سيرجيو ليوني، فيما عرف بأفلام سباغيتي وسترن وقبضة مليئة بالدولارات، من أجل المزيد من الدولارات، الطيب والشرس والقبيح وحدث ذات مرة في أمريكا.
رغم ذلك، فإن أفلام الوسترن التي قام بتأليف الموسيقى التصويرية لها لا تتعدى الثلاثين فيلماً. فقد ألف موسيقى عدد من الأفلام المشهورة مثل المهمة، المنبوذون، سينما براديسو، لوليتا، وملينيا.
نال موريكوني جائزة الأوسكار لأفضل موسيقى تصويرية أصلية في عام 2016 عن فيلم الحاقدون الثمانية. وحصل على جائزة الشرف الأكاديمية عام 2007، وفاز بـ3 جوائز غولدن غلوب، بالإضافة إلى 4 جوائز غرامي، و6 جوائز «بافتا»، وباع أكثر من 70 مليون ألبوم.

## السيرة الذاتية
ولد موريكوني في روما ودرس في الكونسرفتوار (أكاديمية سانت سيشيليا الوطنية للموسيقى) على آلة الترومبيت كمؤلف ومخرج موسيقى الكورال. تعلم حرفته على يد الملحن غوفريدو بيتراسي. تزوج عام 1956 من ماريا ترافيا.
في عام 1964 بدأ أعماله الفنية الناجحة مع سرجيو ليون (كانا يدرسان مع بعض في نفس القسم بالمدرسة)، وبرناردو برتولوتشي. في هذا الوقت ألف الموسيقى التصويرية لأفلام من قبيل قبضة مليئة بالدولارات (1964)، الطيب والشرس والقبيح. ومنذ ذلك الوقت أصبح يؤلف موسيقى أفلام لحوالي 15 فيلم في العام.

## وصلات خارجية
- إنيو موريكوني على موقع مباريات الشطرنج (الإنجليزية)

- إنيو موريكوني على موقع IMDb (الإنجليزية)
- إنيو موريكوني على موقع ميتاكريتيك (الإنجليزية)
- إنيو موريكوني على موقع الموسوعة البريطانية (الإنجليزية)
- إنيو موريكوني على موقع روتن توميتوز (الإنجليزية)
- إنيو موريكوني على موقع مونزينجر (الألمانية)
- إنيو موريكوني على موقع ألو سيني (الفرنسية)
- إنيو موريكوني على موقع ميوزك برينز (الإنجليزية)
- إنيو موريكوني على موقع أول موفي (الإنجليزية)
- إنيو موريكوني على موقع بوكس أوفيس موجو (الإنجليزية)
- إنيو موريكوني على موقع قاعدة بيانات الأفلام السويدية (السويدية)
- موقع ماريكوني الرسمي
- نادي معجبي اينيو ماريكوني